# Pelargonium lanceolatum
Pelargonium lanceolatum ((Cav.) J.Kern, 1822) è una pianta appartenente alla famiglia delle Geraniaceae, endemica delle Province del Capo, in Sudafrica.

## Descrizione
La struttura floreale è semplice, i fiori presentano macchie purpuree, ma principalmente sono di un rosso acceso, oppure violacei, oppure anche rossobrunastri. Le foglie, particolarmente larghe (quasi 8 centimetri di diametro), di solito di un verde piuttosto chiaro possono svilupparsi longitudinalmente, fino a creare una pianta che possa superare anche il metro di altezza, avendo la caratteristica di essere sempreverde.